# Vila-real
Vila-real (denominazione ufficiale, in valenciano; Villarreal in spagnolo) è un comune della Spagna orientale di 50 334 abitanti situato nella provincia di Castellón, nella comunità autonoma Valenciana. Sorge nella comarca della Plana Baixa, 7 km a sud di Castellón de la Plana, capoluogo di provincia, e a 42 metri sul livello del mare.
Dedita per la prima metà del XX secolo all'agricoltura, la città ha sviluppato una fiorente industria legata alla produzione delle caratteristiche piastrelle ceramiche dette azulejos.

## Toponomastica
Il suo nome tradizionale è Villarreal, in castigliano, e Vila-real in valenciano: entrambe le forme sono documentate in molti testi dell'Archivio Storico Comunale e in altri archivi. Dal XIX secolo fino al 1938, la sua denominazione ufficiale era Villarreal; dopo la guerra civile spagnola, lo stato spagnolo utilizzò la dizione falsamente erudita di Villarreal de los Infantes, per distinguere la località da altre omonime come Villarreal de Urrechua, Villarreal de Álava o Villarreal de Huerva. Nel 1983, si sostituì questa forma ritornando alla denominazione bilingue Villarreal / Vila-real, che durò fino a febbraio del 2006, quando il Comune adottò come unica forma ufficiale quella valenciana (Vila-real).

## Storia

### Dalla Preistoria all'età moderna

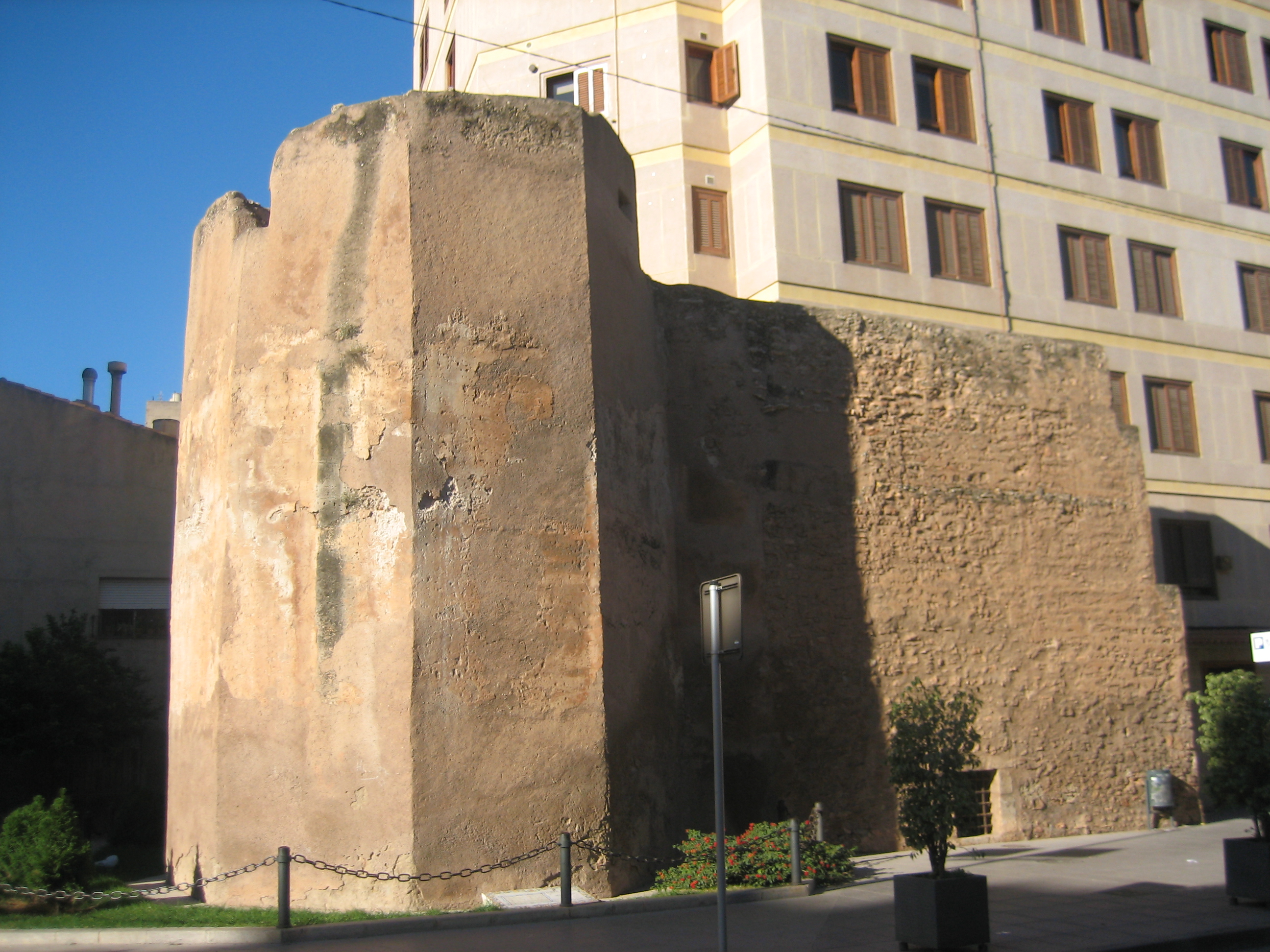
Torre Motxa

Nei suoi dintorni si possono trovare varie testimonianze della cultura eneolitica (Villa Filomena), iberica, e testimonianze della dominazione romana. La lunga occupazione araba della Plana Burriana lasciò un ricco patrimonio di toponimi che ancora oggi rimangono in vita, oltre a piccoli borghi o villaggi sparsi in tutto il territorio.
Vila-real è stata fondata il 20 febbraio 1274 dal re Giacomo I d'Aragona (da cui il nome), per rafforzare la Reconquista cristiana nella zona, ed è collocata strategicamente lungo l'antica Via Augusta a 65 km da Valencia, vicino a Burriana, fino a questo momento nelle mani dei musulmani.
Fu una vera e propria città reale sin dalla sua fondazione, con la rappresentanza in Parlamento alle Cortes y Diputación del Reino ed ebbe il privilegio di utilizzare come propria bandiera proprio il Pendón de la Conquista. Fece parte del braccio reale nel Parlamento di Valencia e partecipò molto attivamente alle attività dello stesso.

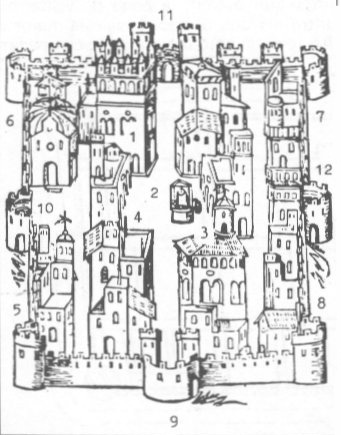
Pianta della città di Rafael Martí de Viciana (1564).

Alla sua fondazione, la città aveva una pianta a forma ippodamea: un rettangolo murato, attraversato da due strade principali (cardo e decumano) e nella loro intersezione centrale si trova ancora oggi la Plaza Mayor, la piazza principale della città.
Il centro demico originale era già circondato da mura, ampliate nel corso del XIV secolo a causa di aumento della popolazione, inglobando i cosiddetti sobborghi di Castellón e di Valencia, chiamati successivamente di San Pascual e di Carmen, poiché ospitavano il convento carmelitano e il santuario-monastero dove si trovano le spoglie del santo patrono.
Gli squilibri demografici ed economici che caratterizzano il XV secolo hanno causato, agli inizi del XVI secolo, continui conflitti con i vicini Mudéjar e la rébellion des Germanías, un conflitto armato sviluppatosi tra il 1519 il 1523.

### L'età moderna
Nel XVI secolo muore il frate alcantarino Rosario Pascual Baylon, la cui tomba in città sarà al centro di una forte influenza religiosa, dopo la costruzione di una memoria funebre per volere di Carlo II di Spagna.
Nel corso del XVI secolo, la terra coltivata ha cominciato ad essere ampliata e migliorata grazie alla perforazione di pozzi per ottenere acqua e convertire terra arida in campi irrigati, rendendo possibile l'avvio di un'agricoltura commerciale nel XVII secolo.
Nel 1706, durante la guerra di successione spagnola, per la resistenza opposta da alcuni abitanti del paese, i sostenitori dell'arciduca Carlo d'Austria, le truppe borboniche del conte di Torres de San Mateo Alcorrin, cercando di arrivare a Valencia, occupata dalle truppe Basset, assaltarono le mura della città e vi fu una battaglia con più di 500 morti da entrambe le parti, mentre alcuni edifici andarono a fuoco.
L'ascesa della nuova dinastia favorì la vita economica della città, con il conseguente aumento della popolazione (che crebbe nel Settecento di circa 4 volte). La seconda metà del XVIII secolo vide la nascita delle prime industrie di trasformazione tessile, mentre la popolazione fu coinvolta in vari conflitti e rivolte che scossero la Spagna, in particolare durante le Guerre carliste.

### L'età contemporanea
Nella seconda metà del XIX secolo, personaggi come José Polo de Bernabé introdussero la coltivazione commerciale di arance, che diedero un grande impulso economico alla città.
Nel XX secolo, dopo la guerra civile spagnola, i profitti in questo settore furono reinvestiti nell'installazione di fabbriche di piastrelle di ceramica, al fine di diversificare il tessuto produttivo. Questo tipo di industria ha continuato a crescere fino ad oggi, costituendo la principale fonte di reddito per l'economia locale.

## Economia
Dalla sua fondazione fino alla prima metà del XX secolo, il comune basò tutto il proprio potenziale economico sull'agricoltura mista di terreni non irrigati e orto intensivo. L'arancio trasformò, direttamente e indirettamente, le basi economiche della città. A vantaggio degli aranceti, tra il 1880 e il 1960 si convertirono 3500 ettari di terreni non irrigati in terreni irrigabili e si sviluppò un'apprezzabile industria di trasformazione degli agrumi.
Tuttavia, in ragione di una politica di sviluppo dell'edilizia e del turismo, che caratterizzarono gli anni '60 del secolo XX, si decise di implementare un'industria tradizionale della regione, quella della ceramica per rivestimenti. Quindi, da quel momento ai giorni nostri, le aziende che producono piastrelle e le loro industrie complementari sono il principale motore economico della città. I pavimenti e i rivestimenti hanno modellato un ciclo produttivo chiuso e integrato nell'economia cittadina, trasformando Villa-real nel centro di produzione di piastrelle più importante della Spagna e in uno dei maggiori in Europa. Oggi la vita economica della città prende avvio dal motore della ceramica, che guida il resto dei settori produttivi e istituzionali.

## Monumenti religiosi
- Iglesia de la Sangre L'antica chiesa del Sangue presenta una facciata del XVI secolo, di cui si conserva un arco a tutto sesto, decorato con alcuni motivi della Passione; l'edificio venne costruito su case abitate da ebrei.

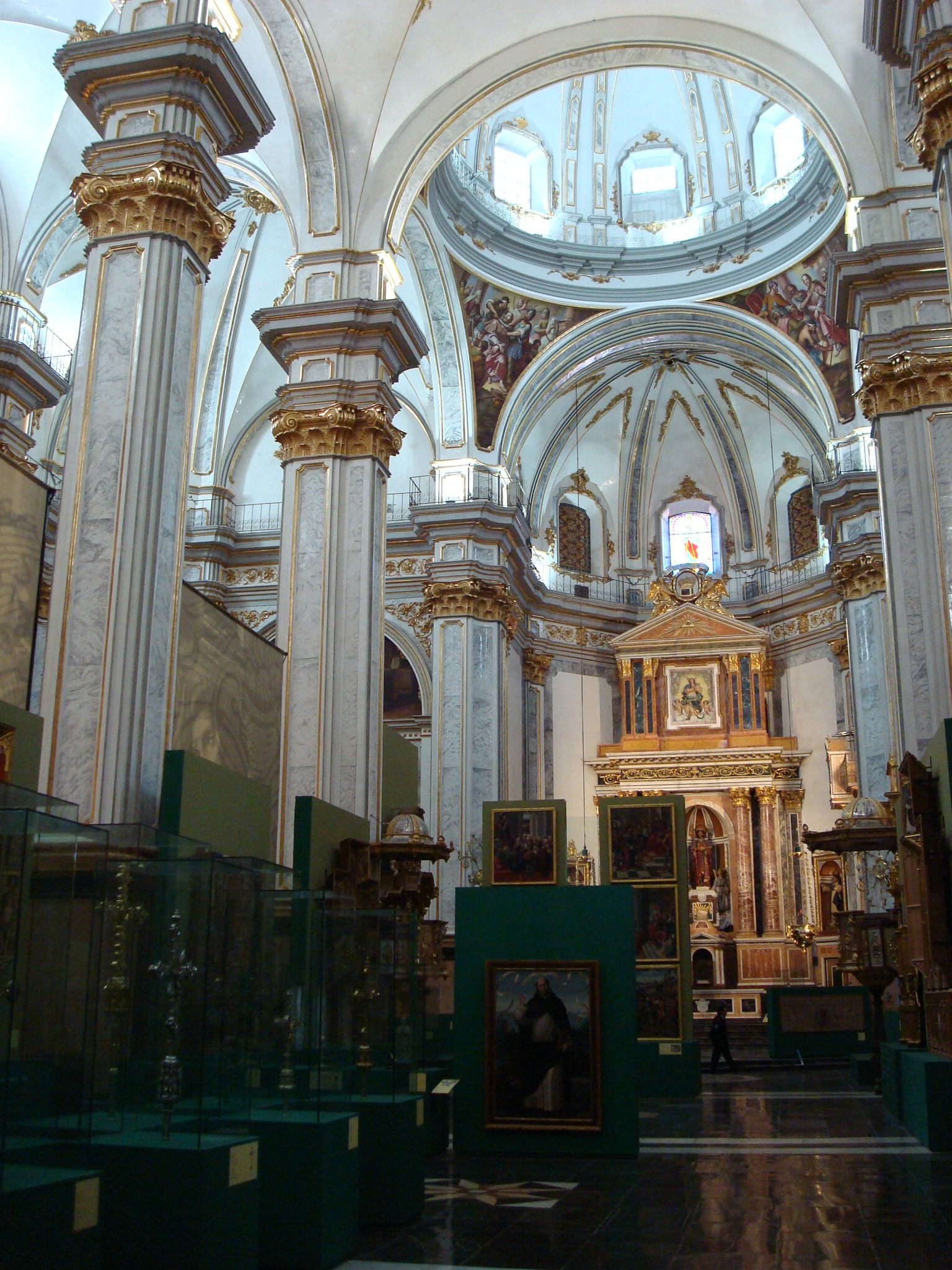
La iglesia Arciprestal de San Jaime

- Ermitorio de la Virgen de Gracia. L'edificio è molto rappresentativo dell'architettura in stile mediterraneo; ospita una importante collezione di piastrelle medioevali, rinascimentali e barocche, un museo etnologico, e una raccolta archeologica. Particolarmente interessante, per la sua coerente decorazione barocca, la piccola cappella che contiene l'immagine della Vergine. I lavori nella cappella attuale furono iniziati nel XVI secolo e da allora ci sono state numerose modifiche e ampliamenti.
- Convento del Carmen. Oggi l'edificio ospita una comunità parrocchiale ed è sede di un convento francescano; si può vedere al suo interno un bellissimo chiostro manierista della metà del XVII secolo.
- Iglesia arciprestal de San Jaime. Chiesa monumentale, tra le più grandi del suo genere in Spagna, dedicata a San Giacomo, primo patrono della città, è stata costruita tra il 1752 e il 1779. Il suo impianto, originariamente barocco, ha un rivestimento ornamentale neoclassico. Si compone di tre ampie navate di uguale altezza, una volta a crociera e l'abside. Le cappelle laterali, che si trovano tra i contrafforti, sono coperte con volta a crociera e le navate, con una volta a botte. All'incrocio della principale si erge una cupola su tamburo. Il campanile ottagonale della facciata principale è stato eretto nel 1682. La decorazione dei pennacchi della cupola, con i temi del martirio di Giacomo, è opera del pittore José Vergara della fine del XVIII secolo, che ha anche affrescato la cappella della Comunione.

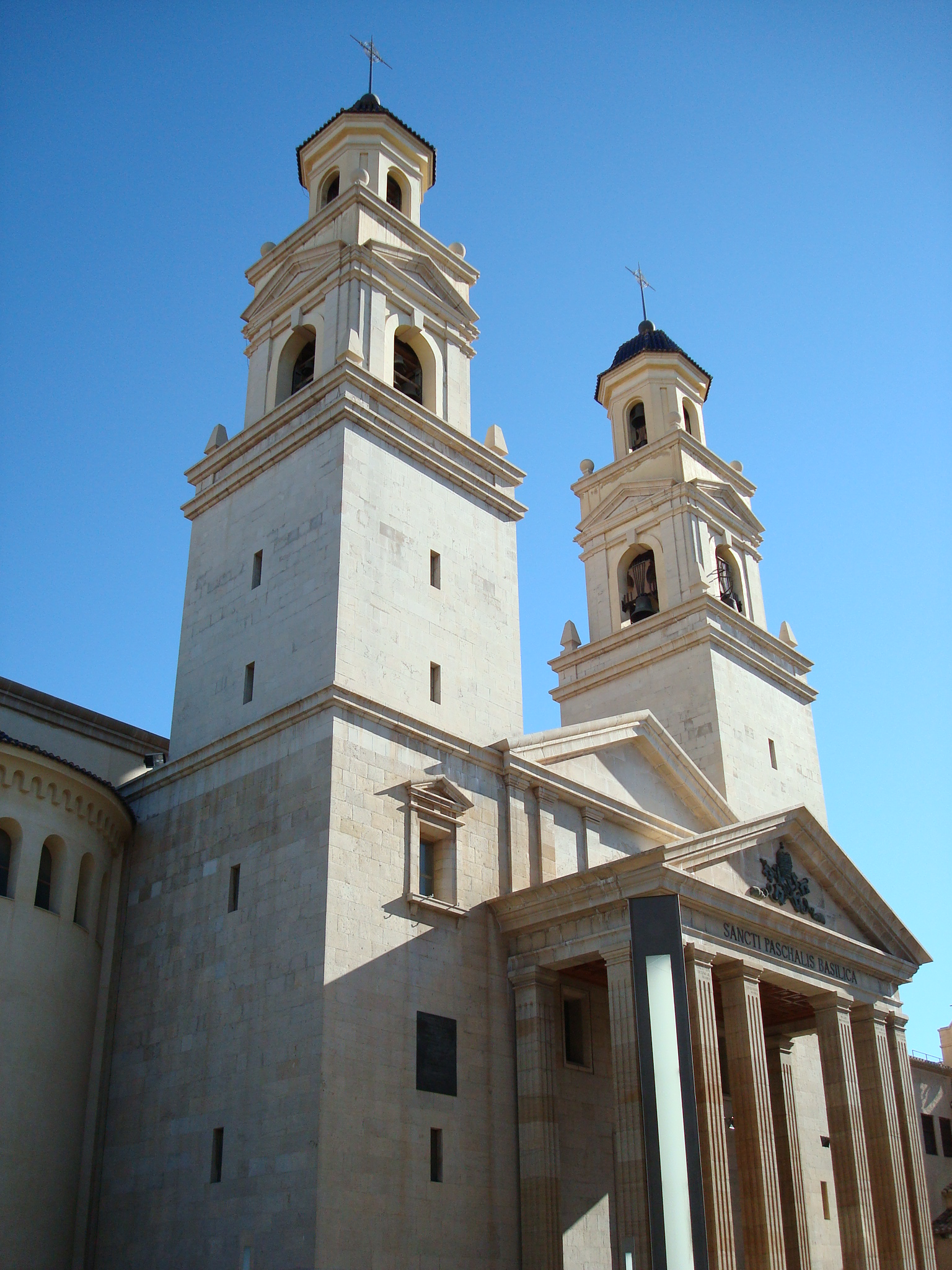
Basílica de San Pascual Baylón

- Basílica menor y convento de clarisas de San Pascual Baylón. Il santuario contiene i resti del santo. Al centro della cappella si trova il sarcofago di granito scuro, su cui poggia l'immagine giacente di San Pasquale Baylon, in argento, ispirata dal suo corpo incorrotto, opera di Vicente Lloréns Poy. Interessante la pala d'altare di 14 metri che comprende 50 figure, scolpite in alto rilievo, con scene e personaggi legati all'Eucaristia e San Pasquale. Gli stemmi araldici di Carlo II e di Juan Carlos I, nella predella, simboleggiano il patrocinio reale. Il tempio attuale è di recente costruzione, in quanto il primo, di stile barocco, è stato distrutto durante la guerra civile del 1936-39. Le due torri hanno 84 campane di bronzo, per un peso complessivo di 19,6 tonnellate. 12 campane sono poste nella torre Est e 72 nella torre ovest.

## Monumenti civili
- ‘'Plaza de la vila'’. Del periodo di fondazione rimane il centro della vecchia pianta ippodamea della città, formato da un porticato di sapore medievale, nel quale si apprezzano fino a quattro tipi di arcate differenti.
- ‘'Murallas'’. Rimangono alcuni resti delle mura civiche, come i resti della facciata di quella che viene chiamata “casa de l'oli”, e la "torre Motxa" (ricostruita nel 1424 e restaurata in profondità nel 1988), ultimi bastioni difensivi rimasti in città.
- ‘' Puente de Santa Quiteria’' Del secolo XIII, costruito per concessione del re Giacomo I d'Aragona da Pere Dahera, è il ponte sopra il fiume Mijares in prossimità della cappella di Santa Quiteria (quest'ultima appartenente alla vicina città di Almazora).
- ‘'Les Argamasses y Els Arquets'’. Interessante è l'insieme delle chiuse romane (secolo III) nei pressi della cappella della Virgen de Gracia, la cui parte meglio conservata è conosciuta come "les Argamasses", sulla riva destra del fiume Mijares, e il piccolo acquedotto chiamato "els Arquets" nelle vicinanze del fiume Ana.
- ‘'Casa de l'oli'’. Originaria del secolo XV, con molte modifiche, è costruita sulle antiche mura. Conserva la cosiddetta “sala degli archi” di innegabile impronta gotica. Attualmente ospita mostre temporanee d'arte e l'Archivio Storico Municipale.
- ‘'Casa de Polo'’. Casa di campagna, costruita dalla famiglia Polo di Bernabé nel secolo XIX, restaurata e acquisita dal Comune come patrimonio municipale. Attualmente è sede del Museo della Città, dedicato al celebre compositore e chitarrista Francisco Tárrega (1852-1909), allo scultore José Ortells (1887-1961) e ai pittori Gimeno Barón (1912-1978), Fernando Bosch (1908-1987) y José Gumbau (1907-1989).
- ‘'Gran Casino'’. Edificio del 1910, in stile neobarocco, reso famoso dalla mostra del 1910 e strettamente legato al Casino di Murcia del 1902. Nella piazza, spiccano anche gli edifici che ospitano il "Casino Carlista" e l'edificio della Cassa di Risparmio dei Villarreal occupato poi dalla "Cassa di Valencia", e ora sede dell'istituto finanziario Bancaja, così come l'antico palazzo della famiglia Mundina sulla strada principale, che oggi ospita l'Università Popolare Municipale.

## Altri luoghi di interesse
Il santuario della Madonna delle Grazie (El Termet). Il luogo di culto è situato in un ambiente naturale sulle sponde del fiume Mijares a due km dalla città. Tutta l'area naturale che circonda l'ansa del fiume Mijares, intorno al promontorio della Ermita, è stata sin dal medioevo di proprietà del Comune e utilizzata come proprietà comunale con vari usi. Oggi, la località è un luogo di svago, coperto da alberi frondosi, che attrae un grande afflusso di visitatori in tutte le stagioni dell'anno. Nel bosco superiore vi è la sede del Centro di Educazione Ambientale El Termet, voluto dal Municipio e dalla Generalitat Valenciana, per le cui aule passano migliaia di studenti che sviluppano attività di ricerca e tutela dell'ambiente naturale. Lungo il fiume, si trova la passeggiata Botànic Calduch,che, grazie a diversi piani di miglioramento, ha riacquistato il suo uso tradizionale naturale.

## Festività
- Sant'Antonio. Il 16 gennaio, nel pomeriggio, si festeggia la "matxà", ovvero la sfilata e benedizione di animali domestici e distribuzione dei tradizionali “rotoli”. Questo evento è organizzato dalla “Congregazione di Lluïsos”, che lo recuperò dopo molti anni di oblio. Il giorno 17, festività del santo, c'è la benedizione dei panini in tutte le chiese della città, specialmente nell'eremo della Vergine della Grazia, dove sorgeva un'antica cappella di Sant'Antonio.
- Fondazione della città. Intorno alla data del 20 febbraio di ogni anno si festeggiano il ricordo della fondazione della città nel 1274 ad opera di re Giacomo I d'Aragona. Hanno luogo numerose manifestazioni commemorative di carattere sociale e culturale.
- San Pasquale Baylón. Le feste patronali in suo onore hanno origine a partire dal XVIII secolo, però si sviluppano in modo particolare da quando fu dichiarato patrono della città nel 1917. Durante questi dieci giorni, la città cambia la sua fisionomia ordinaria: si tengono sfilate, processioni, feste notturne, spettacoli, sport, spettacoli con i tori: "bou per la vila" (tori per la città) e "bou embolat" (tori con sfere di legno sulle corna). Il 16 maggio, vigilia della festività del Santo, si accende la "foguerà" (il falò), preceduta da un'offerta di fiori di fronte alla Basilica. Il lunedì della settimana di festa, si tiene la tradizionale "xulla": i residenti cenano con costolette di agnello.

## Sport
La città è sede della squadra di calcio Villarreal Club de Fútbol, compagine di livello internazionale.